# Дендробиум толстогубый
Дендробиум толстогубый (лат. Dendrobium hercoglossum) — вид многолетних трявянистых растений семейства Орхидные (Orchidaceae).

## Синонимы
По данным Королевских ботанических садов в Кью. 

Гомотипные синонимы:
- Callista hercoglossa (Rchb.f.) Kuntze, 1891

Гетеротипные синонимы:
- Callista vexans (Dammer) Kraenzl. in H.G.A.Engler (ed.), 1910
- Dendrobium vexans Dammer, 1910
- Goldschmidtia gracilis Dammer, 1910
- Dendrobium poilanei Guillaumin, 1925
- Dendrobium wangii C.L.Tso, 1933
- Dendrobium hercoglossum var. album S.J.Cheng & Z.Z.Tang, 1984

## Этимология
Видовой эпитет образован от греческих слов ἕρκος (забор) и γλῶσσα (язык), что связано с наличием поперечной перегородки в строении губы.
Русское название «Дендробиум толстогубый» является переводом английского названия «The Rampart Lip Dendrobium». В русскоязычных источниках чаще используется научное название Dendrobium hercoglossum.
Тайское название: เอื้องดอกมะเขือ (Ueang Dok Ma Khuea).

## Биологическое описание
Симподиальные полулистопадные растения средних размеров.

Псевдобульбы 10—60 см длиной, тонкие, покрыты влагалищами листьев. Диаметр псевдобульб до 7 мм.
Листья линейно-ланцетные, на конце неравномерно двулопастные, 5-10 см длиной и 4-11 мм шириной.
Соцветия кистевидные с 2—8 цветками, образуются на вызревших псевдобульбах.
Цветки от почти белых до розовых и лиловых с темно-пурпурными поллиниями, без запаха или слабо ароматные, около 2,5 см в диаметре.

## Ареал, экологические особенности
Северный Китай, Лаос, Таиланд, Вьетнам, Малайзия, Филиппины (Минданао).
Эпифит в лесах разных типов на высотах от 600 до 1200 метров над уровнем моря. По другим данным, на высотах от 50 до 1200 метров над уровнем моря.
Цветёт с февраля по апрель. Продолжительность цветения 20—25 дней.
Относится к числу охраняемых видов (II приложение CITES).

## В культуре
Температурная группа — умеренная.
Посадка на блок при наличии высокой относительной влажности воздуха и ежедневного полива, а также в горшок или корзинку для эпифитов. Субстрат не должен препятствовать движению воздуха. Состав субстрата — сосновая кора средней и крупной фракции. Полив по мере просыхания субстрата.
Во время вегетации полив обильный. Период покоя с осени по весну. В это время сокращают полив и снижают температуру воздуха.
Освещение:  60-70% от прямого солнечного света.